# Seshat
Seshat (Safkhet, Sesat, Seshet, Sesheta hay Seshata), là một nữ thần của trí tuệ và văn tự trong thần thoại Ai Cập cổ đại. Đôi khi bà được coi là hiện thân của thần Thoth, và là vợ ông. Họ có một người con trai tên Hornub, nghĩa là "Hornub vàng", đôi khi bà được coi là hiện thân của Isis.
Bà được miêu tả là một người phụ nữ mặc áo da báo, đội trên đầu một cây cọ với hai cái sừng úp ngược. Tới nay người ta vẫn không rõ biểu tượng đó nghĩa là gì.

## Thần thoại
Seshat được coi là người ghi chép của Pharaoh. Bà ghi tất cả những chiến công, thành tựu, bao gồm cả những tù binh hay chiến lợi phẩm của một vị vua trên một thân cây cọ.
Bà còn được biết đến với tên gọi "Người đàn bà của văn tự" vì đã chăm sóc Thư viện của các vị thần và bảo vệ toàn bộ văn tự trên thế giới. Theo thần thoại, Seshat là người sáng tạo nên chữ viết và con số, và Thoth chồng bà đã dạy cho mọi người biết cách viết và đọc.
Trong chuỗi nghi lễ xây dựng các đền thờ của người Ai Cập cổ đại, việc đầu tiên là dùng dây thừng nhỏ đo kích thước công trình và căn chỉnh hướng ngôi đền theo tinh tú hoặc la bàn, gọi là lễ "căng dây". Buổi lễ liên kết chặt chẽ với Seshat, vì vậy bà được coi là vị thần kiến trúc, xây dựng và thiên văn học. Trong các văn tự cổ, Nephthys được gọi là "Nữ thần của ngôi nhà" thì Seshat là "Điều đầu tiên của việc xây dựng", thông qua lễ động thổ trước khi xây nhà.

## Thờ cúng
Cho đến nay, không có đền thờ nào dành riêng cho nữ thần. Tuy nhiên, bà đã được khắc họa trên một số ngôi đền. Ở triều đại thứ 4, một vị hoàng tử tên Wep-em-nefret đã tự nhận mình là "Người trông coi việc ghi chép của Hoàng gia" và là "Thầy tư tế của Seshat". Về sau, bà dần bị thay thế bởi thần Thoth.

## Tham khảo

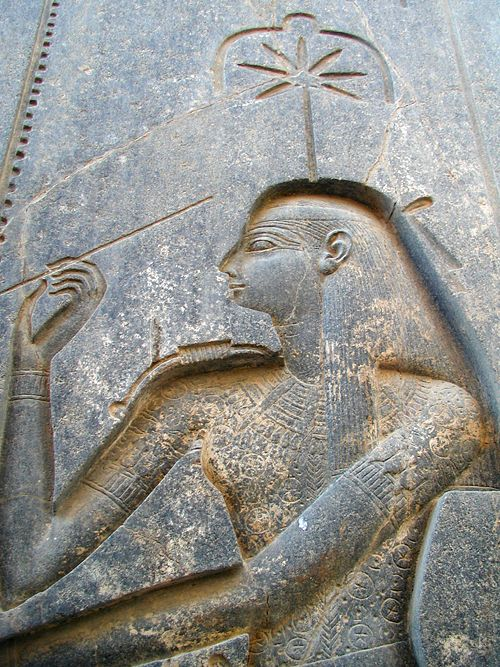
Nữ thần Seshat khắc trên ngai của vua Rameses II, đặt trong đền thờ ở Luxor.